# Joseph M. Cummins
Joseph Michael Cummins (* 21. Juli 1881 in St. Louis, Missouri; † 16. Oktober 1959) war ein Generalmajor der United States Army. Er war unter anderem Kommandeur der 5. Infanteriedivision.
Joseph Cummins war ein Sohn des im Jahr 1925 verstorbenen Hugh Cummins und dessen Frau Anastasia Mary Nary (1844–1919).
Er studierte bis 1901 an der Saint Louis University. Im Jahr 1903 gelangte er in das Offizierskorps des US-Heeres. Dort wurde er als Leutnant der Infanterie zugeteilt. In der Armee durchlief er anschließend alle Offiziersränge vom Leutnant bis zum Zwei-Sterne-General.
Im Lauf seiner militärischen Karriere absolvierte Joseph Cummins verschiedene Kurse und Schulungen. Dazu gehörten unter anderem das Command and General Staff College (1923) und das United States Army War College (1927). In seinen jüngeren Jahren absolvierte er den für Offiziere in den niederen Rangstufen üblichen Dienst in unterschiedlichen Einheiten und Standorten. Dazu gehörten auch Aufgaben als Stabsoffizier in verschiedenen Hauptquartieren.
In den Jahren 1923 bis 1926 war Cummins Dozent an der General Service School. Im Jahr 1926 erreichte er den Rang eines Oberstleutnants und im Jahr 1929 kommandierte er für einige Monate das 15. Infanterieregiment. Zwischen 1930 und 1934 gehörte er dem Stab des Kriegsministeriums an. Danach war er bis 1936 Leiter (Director) des Infanterieausschusses (Infantry Board). Seit 1934 war er Oberst und ab dem 1. Februar 1938 Brigadegeneral. In den Jahren 1936 bis 1938 gehörte er dem Stab des Army War Colleges an, wo er die Abteilung für militärische Planungen leitete.
Ab dem Jahr 1938 kommandierte Joseph Cummins hintereinander die 18. Infanteriebrigade, die damalige 1st Corps Area und den östlichen (atlantischen) Bezirk der amerikanischen Truppen am Panamakanal. Zwischen dem 4. September 1940 und dem 23. Juli 1941 kommandierte er die 5. Infanteriedivision. Seit Oktober 1940 bekleidete er den Rang eines Generalmajors. Seine Division war erst 1939 reaktiviert worden und nahm damals im Vorfeld des amerikanischen Eintritts in den Zweiten Weltkrieg an Manövern unter anderem in Kentucky und Louisiana teil.
Nach dem Ende seiner Zeit als Divisionskommandeur erhielt er das Kommando über die 6th Corps Area das er bis zum 28. März 1942 bekleidete. Wenig später trat er in den Ruhestand. Er nahm nicht aktiv am Zweiten Weltkrieg teil.
Joseph Cummins starb am 16. Oktober 1959 und wurde auf dem amerikanischen Nationalfriedhof Arlington beigesetzt. Er war mit Eileen Davis (1887–1985) verheiratet. Unter den fünf Kindern des Paares war auch der Sohn Joseph Michael Cummins Jr. (1911–1945), der im März 1945 als Oberstleutnant des US-Heeres in der Endphase des Zweiten Weltkriegs in Deutschland ums Leben kam.